# Liste der Naturdenkmäler im Landkreis Berchtesgadener Land
Die noch unvollständige Liste der Naturdenkmäler im Landkreis Berchtesgadener Land enthält die Naturdenkmäler des Landkreises Berchtesgadener Land. Naturdenkmäler sind nach § 28 des Bundesnaturschutzgesetzes Einzelschöpfungen der Natur oder Flächen bis zu 5 ha, deren besonderer Schutz aus wissenschaftlichen, naturgeschichtlichen oder landeskundlichen Gründen oder wegen ihrer Seltenheit, Eigenart oder Schönheit erforderlich ist.

## Liste
Im Dezember 2019 gab es im Zuständigkeitsbereich des Landratsamtes Berchtesgadener Land insgesamt 58 Naturdenkmäler.
| Bild           | Nummer            | Bezeichnung                                                                                               | Koordinaten                      | Lage                                                                                       | Bemerkung |
| -------------- | ----------------- | --- | -------------------------------- | ------------------------------------------------------------------------------------------ | --- |
|                | 4                 | Leitenlinde                                                                                               | 47° 39′ 9,9″ N, 13° 4′ 47,3″ O   | Berchtesgaden, Gemarkung: Au, Fl.Nr.: 434/2                                                | Schützenswerte, ca. 400 Jahre alte Sommerlinde (Tilia platyphyllos) mit einem Stammumfang von ca. 550 cm und einem Kronendurchmesser von ca. 15 m. Der freigestellte Einzelbaum ist von jüngeren Gehölzgruppen umgeben. Die unmittelbare Umgebung des Baumes wird als Mähwiese genutzt. Der Baum befindet sich in ca. 925 m ü. NN und ist somit das höchstgelegene Baum-Naturdenkmal im Landkreis BGL. Naturdenkmal seit 1978.                                                                  |
|                | 5                 | Sommerlinde                                                                                               | 47° 51′ 58,3″ N, 12° 44′ 48,5″ O | Teisendorf, Gemarkung: Rückstetten, Fl.Nr.: 1496 und 1498 bei Kapelle Kleinrückstetten     | Schützenswerte, ca. 300–350 Jahre alte Sommerlinde (Tilia platyphyllos) mit einem Stammumfang von ca. 6 m und einer Höhe von ca. 28 m. Weithin dominierender, markanter Einzelbaum, der seit 1954 als Naturdenkmal ausgewiesen ist. |
|                | 23                | Seedaxe                                                                                                   | 47° 39′ 59,5″ N, 13° 0′ 20,3″ O  | Berchtesgaden, Gemarkung: Maria Gern, Fl.Nr.: 393                                          | Diese Rotfichte (Picea abies) ist mit ca. 200 Jahren der eindrucksvollste Baum seiner Art im Berchtesgadener Land. Aufgrund seiner Solitär-Stellung ist der Baum bis weit herunter dicht beastet. Stammumfang: ca. 430 cm, Höhe 35 m. |
| weitere Bilder | 24                | Hindenburglinde                                                                                           | 47° 36′ 58,9″ N, 12° 53′ 3,8″ O  | Ramsau, Gemarkung: Ramsau, Fl.Nr.: 274/2                                                   | Bevor die „Hindenburglinde“ (Tilia platyphyllos) ihren Namen bekam, war stets von der „Großen Linde“ oder „Tausendjährigen Linde“ die Rede. Erst mit der Verleihung des Ehrenbürgerrechts der Gemeinde Ramsau im Jahr 1933 erhielt der Baum per Gemeinderatsbeschluss seine neue Bezeichnung „Hindenburglinde“. Die Linde ist ca. 600–800 Jahre alt, hat einen Kronendurchmesser von über 30 m und einen Stammumfang von ca. 11 m. Die Linde ist wohl der älteste Baum im Berchtesgadener Land. |
|                | 53                | Hanottenlinde                                                                                             | 47° 36′ 56,4″ N, 12° 59′ 4,5″ O  | Schönau am Königssee, Gemarkung: Schönau, Fl.Nr.: 141/12                                   | Schützenswerte, 290–340 Jahre alte Sommer-Linde (Tilia platyphyllos) mit einem Stammumfang von ca. 680 cm. Stärkster Einzelbaum in einem lichtgestellten Baumbestand. Die nahegelegene Umgebung wird als Viehweide genutzt. Naturdenkmal seit 1978. |
|                | 54                | 2 Ahornbäume                                                                                              | 47° 36′ 50,7″ N, 12° 57′ 53,3″ O | Schönau am Königssee, Gemarkung: Schönau, Fl.Nr.: 255 und 284/1 am Südabhang des Losbichls | Seit 1978 als Naturdenkmal ausgewiesene ca. 240 bzw. 190 Jahre alte Ahornbäume (Acer pseudoplatanus) mit einem Stammumfang von 390 cm bzw. 270 cm. Die umliegende Umgebung der 30 m bzw. 20 m hohen Bäume wird als Viehweide genutzt. |
|                | 55                | Löslertratte                                                                                              | 47° 36′ 52,8″ N, 12° 58′ 2,7″ O  | Schönau am Königssee, Gemarkung: Schönau, Fl.Nr.: 255                                      | Altbaumbestand aus ca. 60 Altbäumen sowie Totholzstämme. Die Bäume sind ca. 120–140 Jahre alt und verteilen sich auf 50 % Sommer-Linden (Tilia platyphyllos), 30 % Stieleichen (Quercus robur), 15 % Bergahorn (Acer pseudoplatanus) und 5 % Kastanien (Aesculus hippocastanum), Spitzahorn (Acer platanoides), Ulmen (Ulmus spec.) |
|                | 65                | Linde an der Dötzenkapelle                                                                                | 47° 43′ 18″ N, 12° 53′ 46″ O     | Bayerisch Gmain, Gemarkung: Bayerisch Gmain, Fl.Nr. 120/6                                  | Die ca. 190 Jahre alte Sommer-Linde (Tilia platyphyllos) ist seit 1980 als Naturdenkmal ausgewiesen und wohl das älteste Exemplar ihrer Art im Gemeindebereich. |
|                | 68                | Steiner-Linde                                                                                             | 47° 39′ 28,9″ N, 12° 57′ 39,3″ O | Bischofswiesen, Gemarkung: Bischofswiesen, Fl.Nr. 89, 97 und 123                           | Die Steiner-Linde (Tilia platyphyllos), benannt nach dem östlich des Baumes gelegenen Steiner-Lehen, ist seit 1980 Naturdenkmal. Mit einem Alter von ca. 440–540 Jahren und einem Stammesumfang von 620 cm gehört sie zu den mächtigsten Bäumen ihrer Art im Landkreis Berchtesgadener Land. |
| weitere Bilder | 70, bzw. ND-00095 | Ahornblättrige Platane Platanus × hispanica, bzw. Platane nordwestlich des neuen Rathauses am Salzachufer | 47° 56′ 24,2″ N, 12° 56′ 3,9″ O  | Laufen, Gemarkung: Laufen, Fl.Nr. 377 am Salzachufer                                       | Schützenswerte, ca. 190–240 Jahre alte Platane (Platanus × hispanica) mit einem Stammumfang von ca. 600 cm. Seit 1980 Naturdenkmal und aufgrund des Alters und der Höhe von ca. 30 m eines der eindrucksvollsten Exemplare dieser Art im Landkreis BGL. |
|                | 72                | 2 Stieleichen bei Obersurheim                                                                             | 47° 52′ 15,3″ N, 12° 57′ 2,3″ O  | Saaldorf-Surheim, Gemarkung: Surheim, Fl.Nr. 985/11                                        | Die ca. 140 Jahre alten Stieleichen (Quercus robur) stellen die einzigen größeren Bäume im weiten Umkreis dar und sind seit 1979 als Naturdenkmal ausgewiesen. |
|                | 74                | Birnbaum                                                                                                  | 47° 50′ 0,4″ N, 12° 50′ 42,3″ O  | Teisendorf, Gemarkung: Roßdorf, Fl.Nr. 1352 in St. Georgen                                 | Der ca. 240–290 Jahre alte Birnbaum (Pyrus communis) hat einen Stammumfang von ca. 470 cm und einen Kronendurchmesser von ca. 25 m. Der Birnbaum ist seit 1979 als Naturdenkmal zu schützen und mit ca. 18 m Höhe der größte im Gebiet bekannte Baum seiner Art. Blüht alljährlich überreich und trägt mehrere Zentner wohlschmeckende mittelgroße Früchte. |
|                | 75                | Kopfweide                                                                                                 | 47° 53′ 16,1″ N, 12° 49′ 42,9″ O | Teisendorf, Gemarkung: Holzhausen, Fl.Nr. 1297 und 1297/1 400 m südöstlich der Furtmühle   | Schützenswerte kopfförmige Silberweide (Salix alba) mit einem Stammumfang von 3,1 m, die als Zierde für das dortige Landschaftsbild von Bedeutung ist. Naturdenkmal seit 1954. |
|                | 76                | Eiche in Teisendorf                                                                                       | 47° 51′ 7,1″ N, 12° 49′ 45″ O    | Teisendorf, Gemarkung: Teisendorf, Fl.Nr. 593/10 am Viaduktweg                             | Schützenswerte, ca. 290–340 Jahre alte Stieleiche (Quercus robur) mit einem Stammumfang von ca. 410 cm und einer Höhe von ca. 25 m ist er der größte und älteste Baum im weiten Umkreis. Seit 1980 Naturdenkmal. |
|                | 77                | Bergulme beim Drachllehen                                                                                 | 47° 36′ 36″ N, 12° 58′ 4,6″ O    | Schönau am Königssee, Gemarkung: Schönau, Fl.Nr. 445                                       | Die ca. 290 Jahre alte Bergulme (Ulmus glabra) ist mit einem Stammumfang von ca. 460 cm und hinsichtlich ihrer Ausformung eines der eindrucksvollsten Exemplare dieser Baumart im gesamten Landkreis BGL. Der Baum wurde 1980 als Naturdenkmal ausgewiesen. Die Baumhöhe beträgt ca. 28 m. |
|                | 78, bzw. ND-00094 | Apotheken-Eibe, bzw. Apothekereibe im Altstadtbereich von Laufen                                          | 47° 56′ 21,6″ N, 12° 56′ 7,8″ O  | Laufen, Gemarkung: Laufen, Fl.Nr. 28                                                       | Schützenswerte, ca. 290 Jahre alte Eibe (Taxus baccata). Strauchiger Wuchs mit 5 Einzelstämmen, wobei der stärkste Einzelstamm einen Umfang von 140 cm aufweist. Der Kronendurchmesser beträgt ca. 12 m und ist mit einer Baumhöhe von ca. 9 m außerordentlich selten. Der Baum steht im Garten der ehemaligen Marienapotheke. |
|                | 80 bzw. ND-00156  | Bergahorn in Winkl                                                                                        | 47° 40′ 52,2″ N, 12° 56′ 10,4″ O | Bischofswiesen, Gemarkung: Bischofswiesen, Fl.Nr. 972/2                                    | Schützenswerter, ca. 240–290 Jahre alter Bergahorn (Acer pseudoplatanus) mit einem Stammumfang von ca. 260 cm. Seit 1981 Naturdenkmal. Baum, der durch seine baumarttypische breitpyramidale kugelförmige Alterskrone zu den schönsten Exemplaren des Landkreises BGL gehört. |
|                | 81                | Antenberg-Linde                                                                                           | 47° 37′ 48,6″ N, 13° 2′ 16,7″ O  | Berchtesgaden, Gemarkung: Salzberg, Fl.Nr. 42                                              | Schützenswerte, etwa 400–500 Jahre alte Sommer-Linde (Tilia platyphyllos) mit einem Stammumfang von etwa 9 m. Neben der Hindenburg-Linde der älteste Baum seiner Art im ganzen Landkreis. |
|                | 82                | Bahnhofsplatane                                                                                           | 47° 47′ 44,3″ N, 12° 56′ 47,9″ O | Ainring, Gemarkung: Ainring, Fl.Nr. 2038/17 Bahnhofsvorplatz in Hammerau                   | Die Platane (Platanus × acerifolia) ist seit 1982 als Naturdenkmal ausgewiesen. Der Baum könnte aus Anlass der Eröffnung der Bahnstrecke oder der Errichtung des Bahnhofs in Hammerau gepflanzt worden sein. Das Alter des Baumes beträgt ca. 160–180 Jahre. |
|                | 83                | Drei Linden                                                                                               | 47° 49′ 21,4″ N, 12° 54′ 20,8″ O | Ainring, Gemarkung: Straß, Fl.Nr. 1417 und 1418 an der Kirche in Thundorf                  | Die drei Linden (Tilia cordata) sind der Rest einer Lindengruppe, die ehemals aus sieben Bäumen bestand. Die Bäume sind seit 1982 als Naturdenkmal ausgewiesen, prägen das örtliche Landschaftsbild und bilden mit dem nahegelegenen Kirchengebäude ein eindrucksvolles Ensemble. Die südlichste Linde ist ca. 240–290 Jahre, die mittlere ca. 190–240 Jahre und die nördlichste Linde ca. 160 Jahre alt.                                                                                       |
|                | 89                | Bergahorn an der Auzinger Wiese                                                                           | 47° 35′ 54,1″ N, 12° 50′ 29,6″ O | Ramsau, Gemarkung: Forst Hintersee, Fl.Nr. 84/9                                            | Schützenswerter, etwa 230–280 Jahre alter Bergahorn (Acer pseudoplatanus) mit einem Stammumfang von 430 cm und einen Kronendurchmesser von 18 m. |
|                | 90                | Gruttensteineiche                                                                                         | 47° 43′ 15″ N, 12° 52′ 49,8″ O   | Bad Reichenhall, Gemarkung: Bad Reichenhall, Fl.Nr. 812/2 bei der Burg Gruttenstein        | Seit 1984 als Naturdenkmal ausgewiesene ca. 190–240 Jahre alte Stieleiche (Quercus robur). Die markante Eiche ist ca. 10 m hoch und besitzt einen Stammumfang von ca. 450 cm. |
|                | 92                | Zwei Bergahorne an der Mayringer Kapelle                                                                  | 47° 36′ 22,3″ N, 12° 54′ 25,5″ O | Ramsau, Gemarkung: Ramsau, Fl.Nr. 909 an der Mayringer Kapelle                             | Schützenswerte, etwa 230–280 alte Bergahorne (Acer pseudoplatanus), der größte Baum misst dabei einen Stammumfang von 370 cm. Die Bäume wurden 1985 aufgrund ihrer hervorragenden Schönheit, ökologischen und kulturgeschichtlichen Bedeutung (Relikt einer überlieferten Kulturlandschaft) als Naturdenkmal unter Schutz gestellt. |
|                | 94                | Zwei Linden in Wolfgrub                                                                                   | 47° 53′ 3,7″ N, 12° 46′ 30,2″ O  | Teisendorf, Gemarkung: Holzhausen, Fl.Nr. 796 und 793                                      | Zwei Winterlinden (Tilia cordata) mit einem Stammumfang von 460 cm und 530 cm und einer Höhe von ca. 35 m stehen bei einem Wegekreuz. Das Alter der Bäume beträgt 200–250 Jahre. Die Linden wachsen in ca. 560 m ü. NN auf der obersten Hangschulter des östlichen Einhanges. Die Großbäume sind seit 2011 als Naturdenkmal ausgewiesen und wegen ihrer ökologischen Bedeutung als Lebensraum einer auf alten Linden spezialisierten Fauna zu schützen.                                         |
|                |                   | Stieleiche in Hammerau                                                                                    | 47° 47′ 32,4″ N, 12° 56′ 50,3″ O | Ainring, Gemarkung: Ainring, Fl.Nr. 1714/2 und 1692                                        | Naturdenkmal seit Mai 2019. |
|                | ND-00150          | Kandelaberlärche bei der Theresienklause                                                                  | 47° 39′ 51,3″ N, 13° 0′ 7,9″ O   | Berchtesgaden                                                                              | Durch Sturmtief Herwart im Oktober 2017 schwer beschädigt, später entfernt. |
|                | ND-00137          | Anthaupten-Moos im Lattengebirge                                                                          |                                  | Schneizlreuth                                                                              | 5,3 ha. Flächenhaftes Naturdenkmal, Moor |
|                | ND-00153          | Höllgraben, Höllengraben in Salzberg                                                                      | 47° 36′ 40,4″ N, 13° 0′ 55,3″ O  | Berchtesgaden / Schönau a. Königssee                                                       | 1 ha. Flächenhaftes Naturdenkmal, auch Geotop (Geotop-Nr. 172R015) |
|                | ND-00158          | Wasserfall am Finsterstein                                                                                | 47° 39′ 51,4″ N, 12° 56′ 24″ O   | Bischofswiesen                                                                             | |
|                | ND-00159          | Ahornbaum südlich von Klemmsteinlehen                                                                     | 47° 39′ 39,6″ N, 12° 56′ 31,4″ O | Bischofswiesen                                                                             | |
| weitere Bilder | ND-00161          | Schellenberger Eishöhle                                                                                   | 47° 42′ 45,9″ N, 13° 0′ 9,2″ O   | Marktschellenberg                                                                          | auch Geotop (Geotop-Nr. 172H001) |
| weitere Bilder | ND-00162          | Almbachklamm                                                                                              | 47° 40′ 19,6″ N, 13° 0′ 54,9″ O  | Marktschellenberg / Schellenberger Forst                                                   | 34,9 ha. Flächenhaftes Naturdenkmal, auch Geotop (Geotop-Nr. 172R014) |
|                | ND-00169          | Marxenklamm                                                                                               | 47° 36′ 29″ N, 12° 52′ 2,3″ O    | Ramsau                                                                                     | |
|                | ND-00171          | Baumbestände                                                                                              | 47° 36′ 12,2″ N, 12° 55′ 29,1″ O | Ramsau                                                                                     | |
|                | ND-00172          | Ahorngruppe nordöstlich vom Forsthaus Au                                                                  | 47° 36′ 5,7″ N, 12° 55′ 35,8″ O  | Ramsau                                                                                     | |
|                | ND-00173          | Ahornbestände beim Tischlersteg                                                                           | 47° 36′ 14,9″ N, 12° 54′ 54,8″ O | Ramsau                                                                                     | |
|                | ND-00180          | Ahornbestände beiderseits der Alten Reichenhaller Straße                                                  | 47° 37′ 10,1″ N, 12° 52′ 17,9″ O | Ramsau                                                                                     | |
|                | ND-00182          | Ahornbestände am Weg zur Holzwehrebene                                                                    | 47° 37′ 40,6″ N, 12° 52′ 55,1″ O | Ramsau                                                                                     | |
|                | ND-00184          | Ahornbestände am Neudecker Brand                                                                          | 47° 36′ 57,2″ N, 12° 53′ 38,2″ O | Ramsau                                                                                     | |
|                | ND-00185          | Ahornbestände bei der Helln-Tratte                                                                        | 47° 37′ 13,6″ N, 12° 54′ 6,7″ O  | Ramsau                                                                                     | |
|                | ND-00187          | Ahornbestände beiderseits des König-Max-Wegs                                                              | 47° 36′ 48,6″ N, 12° 51′ 45,8″ O | Ramsau                                                                                     | |
| weitere Bilder | ND-00189          | Schwarzbachloch                                                                                           | 47° 38′ 20,2″ N, 12° 50′ 49,4″ O | Ramsau                                                                                     | auch Geotop (Geotop-Nr. 172Q001) |
| weitere Bilder | ND-00190          | Gletschergarten nördlich Weißbach                                                                         | 47° 44′ 10,4″ N, 12° 45′ 22,9″ O | Schneizlreuth                                                                              | auch Geotop (Geotop-Nr. 172R008) |
| weitere Bilder | ND-00191          | Weißbachschlucht                                                                                          | 47° 42′ 20,1″ N, 12° 47′ 20,6″ O | Schneizlreuth                                                                              | 23,2 ha. Flächenhaftes Naturdenkmal. Auch Geotop (Geotop-Nr. 172R035). |
|                | ND-00192          | Hangquellmoor westlich Wildbrandlehen                                                                     | 47° 36′ 16,6″ N, 13° 0′ 9″ O     | Schönau a. Königssee                                                                       | 1,2 ha. Flächenhaftes Naturdenkmal, Moor |
|                | ND-00196          | Baumbestand bei Mühlleitenötz                                                                             | 47° 35′ 58,4″ N, 12° 59′ 23,1″ O | Schönau a. Königssee                                                                       | |
| weitere Bilder | ND-00197          | Löwenstein                                                                                                | 47° 35′ 24,7″ N, 12° 59′ 27,4″ O | Schönau a. Königssee                                                                       | auch Geotop (Geotop-Nr. 172R021) |
|                | ND-00201          | Baumbestand bei Mühlleitenötz                                                                             | 47° 36′ 56,1″ N, 12° 59′ 5,3″ O  | Schönau a. Königssee                                                                       | |
|                | ND-00202          | 2 Ahornbäume beim Löserlehen                                                                              | 47° 36′ 50,5″ N, 12° 57′ 52,8″ O | Schönau a. Königssee                                                                       | |
|                | ND-00203          | Baumbestand (hauptsächlich Ahornbäume) auf der Löslertratte                                               | 47° 36′ 53,3″ N, 12° 58′ 1,5″ O  | Schönau a. Königssee                                                                       | |
| weitere Bilder | ND-01940          | Steinerne Agnes                                                                                           | 47° 41′ 12,9″ N, 12° 54′ 28,6″ O | Berchtesgaden                                                                              | 0,3 ha, auch Geotop (Geotop-Nr. 172R012) |
|                | ND-00146          | Gletschertöpfe am Königsweg bei der Villa Brandis                                                         | 47° 37′ 59,5″ N, 12° 59′ 56,6″ O | Berchtesgaden                                                                              | auch Geotop (Geotop-Nr. 172R007) |
|                | ND-00206          | Gletschertöpfe oberhalb des Reichenbachsteges                                                             | 47° 38′ 1,1″ N, 12° 59′ 56,9″ O  | Berchtesgaden                                                                              | auch Geotop (Geotop-Nr. 172R007) |
|                | ND-00148          | Priesterstein beim königlichen Schloss                                                                    | 47° 37′ 58,8″ N, 13° 0′ 17,1″ O  | Berchtesgaden                                                                              | auch Geotop (Geotop-Nr. 172R016) |
|                | ND-00144          | Priesterstein bei Baderlehen in Oberau                                                                    | 47° 39′ 2,4″ N, 13° 4′ 25,7″ O   | Berchtesgaden                                                                              | auch Geotop (Geotop-Nr. 172R005) |
|                | ND-00149          | Etzer-Wasserfall nördlich der Etzermühle                                                                  | 47° 38′ 50,8″ N, 13° 0′ 13,2″ O  | Berchtesgaden                                                                              | |
|                | ND-00152          | Kalter Keller in Berchtesgaden                                                                            | 47° 37′ 33,7″ N, 13° 0′ 23,8″ O  | Berchtesgaden                                                                              | auch Geotop (Geotop-Nr. 172H003) |
|                | ND-00158          | Schlucht mit Wasserfall am Finsterstein                                                                   | 47° 39′ 51,4″ N, 12° 56′ 24″ O   | Berchtesgaden                                                                              | auch Geotop (Geotop-Nr. 172R011) |
|                | ND-00160          | Kuhloch bei Zill                                                                                          | 47° 40′ 26,7″ N, 13° 4′ 36,1″ O  | Marktschellenberg                                                                          | auch Geotop (Geotop-Nr. 172H004) |
| weitere Bilder | ND-00198          | Von den zwei Schustersteinen nur der östlich von der Bundesstraße 20 gelegene.                            | 47° 35′ 55,6″ N, 12° 59′ 23,6″ O | Schönau a. Königssee                                                                       | auch Geotop (Geotop-Nr. 172R019) |
| weitere Bilder | ND-00195          | Erratischer Block „Großer Stangerstein“ mit Baumbestand                                                   | 47° 35′ 28,7″ N, 12° 59′ 18,4″ O | Schönau a. Königssee                                                                       | auch Geotop (Geotop-Nr. 172R020) |
|                | ND-00142          | Krönnerriff                                                                                               | 47° 42′ 31,5″ N, 12° 54′ 55,2″ O | Bayerisch Gmain                                                                            | 0,78 ha. Flächenhaftes Naturdenkmal, auch Geotop (Geotop-Nr. 172A003) |
| weitere Bilder | ND-00166          | Taubensee                                                                                                 | 47° 37′ 53″ N, 12° 51′ 51,8″ O   | Ramsau                                                                                     | 4,68 ha. Flächenhaftes Naturdenkmal, auch Geotop (Geotop-Nr. 172R010) |
|                | ND-00165          | Ramsauer Tropfsteinhöhle                                                                                  | 47° 36′ 14,4″ N, 12° 54′ 9,5″ O  | Ramsau                                                                                     | 2,14 ha. Flächenhaftes Naturdenkmal |
|                | ND-00200          | Wasserfall im Grafenwäldl                                                                                 | 47° 35′ 41,6″ N, 12° 59′ 7,9″ O  | Schönau a. Königssee                                                                       | Flächenhaftes Naturdenkmal |